# Burgruine Scherenburg
Die Burgruine Scherenburg, auch Schloss Scherenberg genannt, ist die Ruine einer Höhenburg (Hangburg) auf 200 m ü. NN an einem Hang über dem Stadtkern von Gemünden am Main im unterfränkischen Landkreis Main-Spessart in Bayern.

## Geschichte

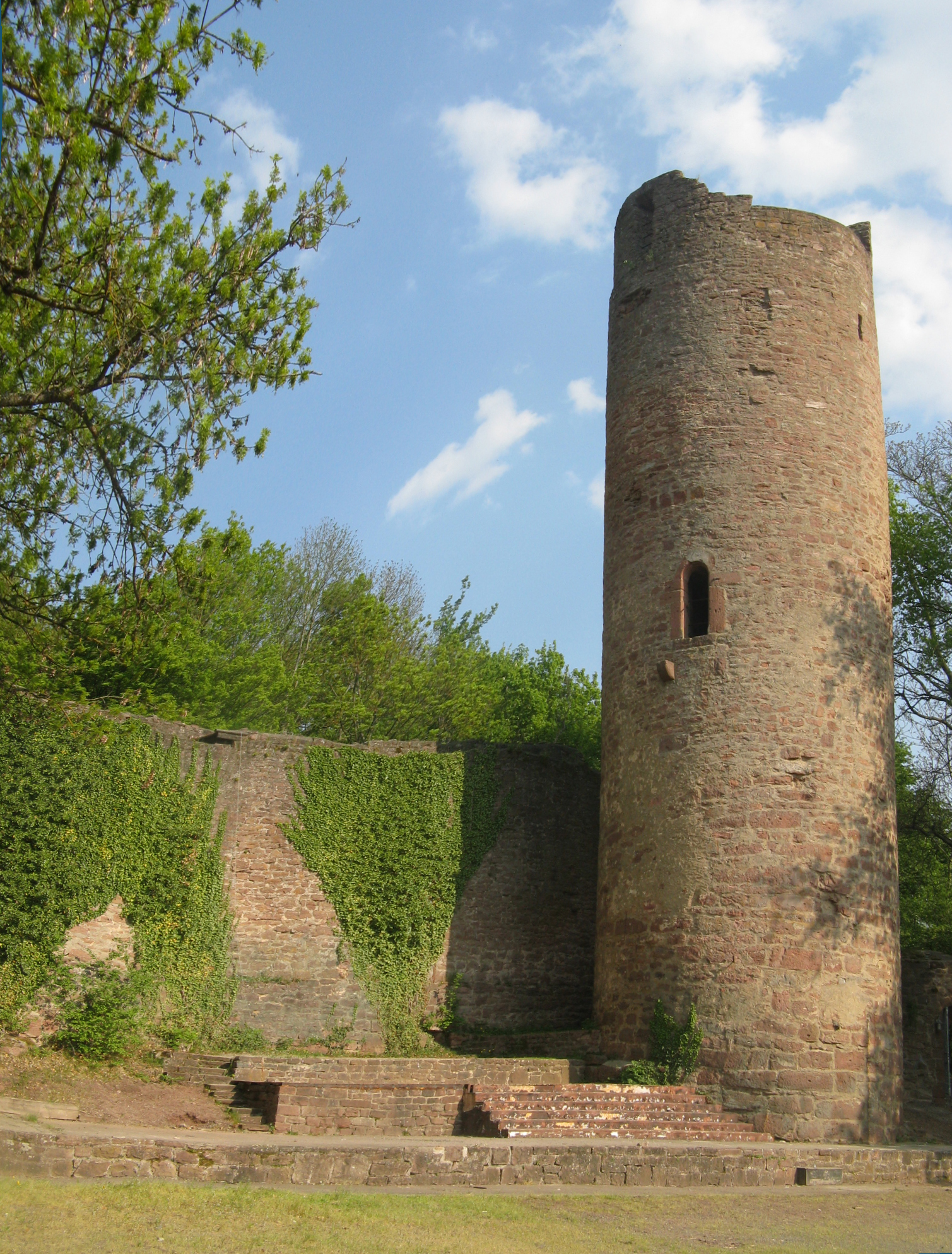
Bergfried der Ruine Scherenburg

Vermutlich wurde die Burg vor 1243 von den Grafen von Rieneck, denen das dortige Land gehörte, als Zollburg erbaut zur Sicherung ihrer Zolleinnahmen bei der Flussüberquerung des Mains und der Grenzen zu Würzburg. Dadurch kam es zu Streitigkeiten mit dem Würzburger Bischof Hermann I. von Lobdeburg, der in unmittelbarer Nähe die Slorburg errichten ließ, um auch hier seine Macht zu demonstrieren. 1243 wurden die Streitigkeiten durch einen Vergleich beigelegt.
1469 kam die Burg endgültig an Würzburg und erhielt den Namen des Fürstbischofs Rudolf II. von Scherenberg und diente bis 1598 als Amtskeller und war bis in das 18. Jahrhundert bewohnbar. In der Burgkapelle fand noch 1732 eine Trauung statt.
In der zweiten Hälfte des 18. Jahrhunderts begann der Verfall der Burganlage, die seit 1825 in Privatbesitz war und seit 1965 Eigentum der Stadt Gemünden ist.

## Beschreibung
Von der Burganlage sind das Burgtor im Südosten, ein Teil der Schildmauer (einst verbunden mit der Stadtmauer zu einer zusammenhängenden Ringmauer), der runde Bergfried (Fledermausquartier und deshalb nicht mehr besteigbar), eine Giebelwand des unterkellerten Palas und davor ein kleiner Zwinger (Aussichtsterrasse über das Main- und Saaletal sowie in den Spessart) erhalten.

## Heutige Nutzung
Seit den 1990er Jahren finden im Sommer im Innenhof der Burgruine die Scherenburgfestspiele (Freilichtschauspiel) statt.